# 2814 Vieira
2814 Vieira è un asteroide della fascia principale. Scoperto nel 1982, presenta un'orbita caratterizzata da un semiasse maggiore pari a 2,8704729 UA e da un'eccentricità di 0,0727438, inclinata di 2,45423° rispetto all'eclittica.
L'asteroide è dedicato all'astronomo brasiliano Gilson Vieira.